# Skinwalker Ranch

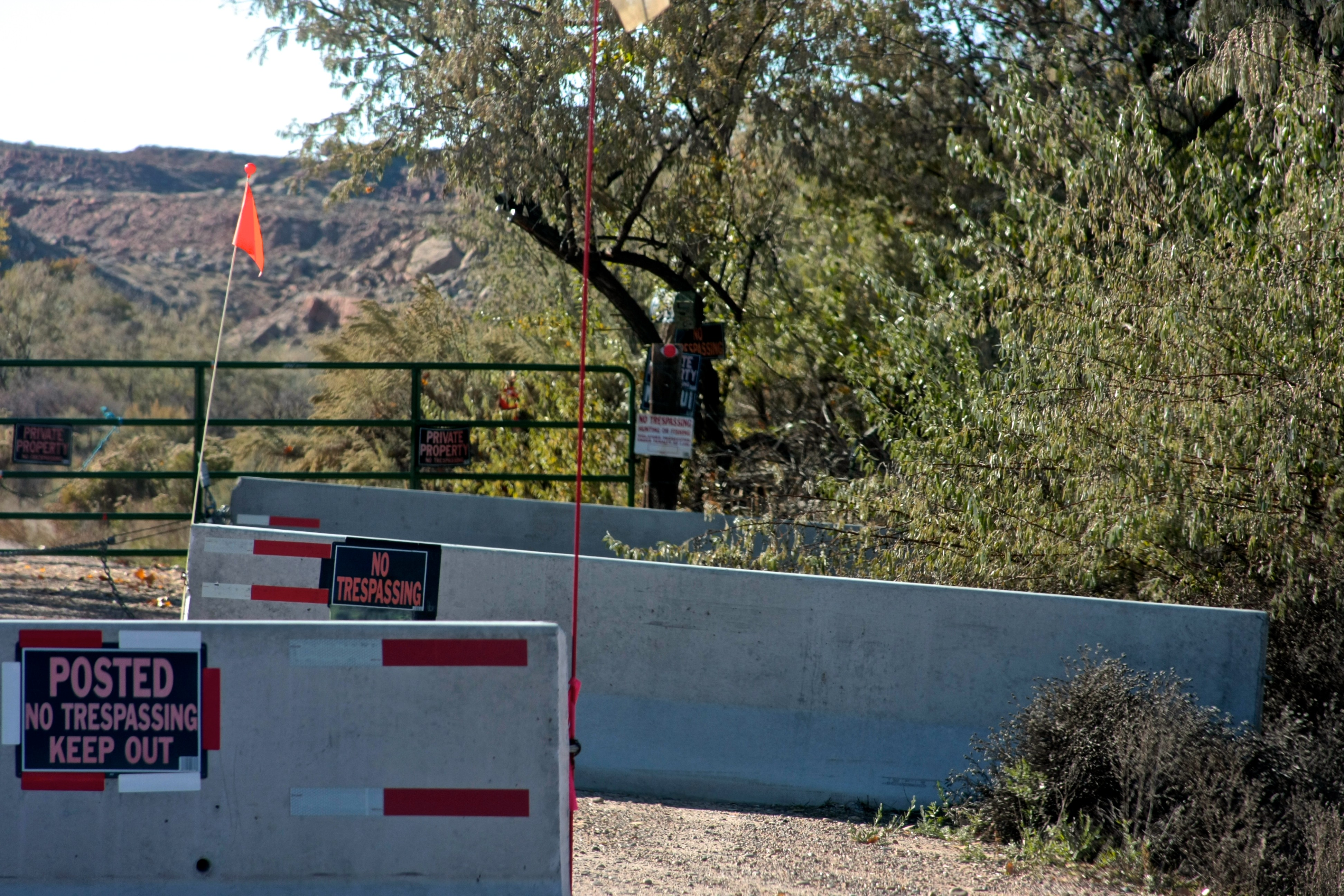
Eingang zur Skinwalker Ranch

Die Skinwalker Ranch ist eine Ranch im Uintah County in der Nähe der Ortschaft Ballard im US-Bundesstaat Utah, welche als Schauplatz angeblicher paranormaler und UFO-bezogener Aktivitäten gilt. Der Name stammt von den Skinwalkern aus Navajo-Legenden über rachsüchtige Schamanen, die tierische Formen annehmen können.

## Das Anwesen
Die Skinwalker Ranch befindet sich im Nordosten von Utah im nur dünn besiedelten Uintah County. Das knapp 200 Hektar große Anwesen grenzt direkt an die Uintah and Ouray Indian Reservation und liegt auf ehemaligem Stammesland der Navajo, die im 19. Jahrhundert von dem kriegerischen Volk der Ute, die sich mit den US-Streitkräften verbündet hatten, aus der Gegend vertrieben wurden. Eine heilige Stätte der Ute befindet sich in der näheren Umgebung. Die Ranch beinhaltet die für diese Gegend Utahs ortstypische trockene Vegetation, einige teils verlassene Gebäude (Gehöft II und III), sowie ein eigenes Forschungszentrum, das ehemalige Gehöft I, von dem aus die Aktivitäten auf der Ranch mit moderner Technik überwacht werden können. An dem Ort soll es auch zu ungewöhnlichen elektromagnetischen Aktivitäten kommen, die die Gesundheit von Besuchern negativ beeinträchtigen können, ebenso wie das Funktionieren elektronischer Geräte.

## Geschichte

### Frühe Geschichte und erste Besiedlung
Der Legende nach soll die Umgebung von den Navajo nach der Vertreibung von ihrem Land mit einem Skinwalker-Fluch belegt worden sein, um sich so an den Ute zu rächen. Das Uintah County ist schon seit mindestens den 1950er Jahren als eine Hochburg von UFO-Sichtungen und weiterer anomaler Phänomene bekannt. Die Skinwalker Ranch entstand um 1905 als Landgut. Als erste Eigentümer werden Monk Shavanaugh und seine Frau genannt, die Angehörige eines Stamms der Ute waren. In dieser Zeit berichtete die Presse über seltsame Geräusche in der Region, die sich wie Explosionen angehört und sowohl Tagsüber als auch in der Nacht wahrnehmbar gewesen seien. 1914 veräußerte Shavanaugh zunächst einen Teil seines Landes an Henry Litster, ehe er 1916 die Ranch endgültig verließ. In den 1930er Jahren soll es erstmals zu Verstümmelungen von Vieh gekommen sein.

### Die Ära Myers (1934–1994)
1934 ging ein Teil der Ranch von Henry Litster in den Besitz von Kenneth John Myers (1903–1987) und seiner Ehefrau Edith Child Myers (1905–1994) über. Das kinderlose Ehepaar gehörte den Mormonen an und bewirtschaftete die Ranch über 50 Jahre mit Erfolg. Ende der 1970er Jahre landeten Berichte über UFO-Sichtungen in der Lokalpresse. Nachdem Herr Myers 1987 verstorben war, bewohnte Frau Myers die Ranch zunächst alleine und zog schließlich in ein Pflegeheim um, in dem sie 1994 starb.

### Die Ranch im Eigentum der Familie Sherman (1994–1996)
Die Erben der Myers veräußerten daraufhin das leerstehende Anwesen im selben Jahr an die Eheleute Gwen und Terry Sherman, die hier einen Rinderzuchtbetrieb aufbauen wollten. Schon bald jedoch erlebten die Shermans auf der Ranch eine Reihe von irritierenden Erlebnissen. Im April 1995 kam es zu Tötungen und Verstümmelungen von Kühen (deren Organe angeblich mit chirurgischer Präzision entfernt wurden) auf der Ranch. Der Verlust der Tiere störte die Wirtschaftlichkeit des Betriebs. Nachdem auch die Hunde der Familie auf mysteriöse Weise getötet wurden, wendeten sich die Shermans an die Öffentlichkeit. Im Juni 1996 erschien ein Artikel in den Deseret News, in dem das Ehepaar von ihren Erlebnissen erzählte.

### Robert Bigelow und NIDS (1996–2016)
Der Zeitungsartikel sorgte für großes Interesse bei dem Unternehmer Robert Bigelow, der die Ranch 1996 für 200.000 US-Dollar erwarb, wobei die Shermans ein Verlustgeschäft machten und sich danach nicht mehr zu den Vorfällen auf der Ranch äußern wollten. Bigelow, der ein großes persönliches Interesse an Parawissenschaft und Ufologie hat, ließ die Ranch einzäunen durch eine Forschergruppe seines National Institute for Discovery Science (NIDS) wissenschaftlich untersuchen, die ebenfalls zahlreiche Anomalien festgestellt haben soll. Angeblich sollen die Frequenz anomaler Ereignisse ab 1999 zurückgegangen sein und 2002 wurde die NIDS-Untersuchung eingestellt.
Größere Bekanntheit erlangte die Ranch durch die Veröffentlichung des Buches Hunt for the Skinwalker: Science Confronts the Unexplained at a Remote Ranch in Utah von 2005, das von Colm A. Kelleher, der die NIDS-Untersuchung geleitet hatte und dem Journalisten George Knapp verfasst wurde. James T. Lacatski, Geheimdienstoffizier beim militärischen Nachrichtendienst Defense Intelligence Agency, wurde auf das Buch aufmerksam, der nach einem Besuch auf der Ranch von den anomalen Phänomenen dort überzeugt wurde. In der Folgezeit untersuchte eine Gruppe von Forschern des Pentagons mit Beteiligung von Bigelow Aerospace im Rahmen eines auf Initiative von Senator Harry M. Reid entstandenen Geheimprogramms der US-Regierung zur Untersuchung von UFOs die Ranch.

### Neuere Entwicklungen ab 2016
Im Jahr 2016 verkaufte Bigelow die Skinwalker Ranch für rund 500.000 Dollar an Adamantium Real Estate LLC im Besitz des Technologie-Investors Brandon Fugal. Nach diesem Kauf wurden die Zufahrtsstraßen zur Ranch gesperrt, das Gelände mit Kameras und Stacheldraht bewacht und Schilder aufgestellt, die verhindern sollten, dass sich Menschen der Ranch nähern. Durch die große Bekanntheit der Ranch war diese nämlich das Ziel privater „UFO-Jäger“ geworden. Fugal ließ die Skinwalker Ranch nach dem Kauf als eigene Marke eintragen und begann mit dem Verkauf von Merchandising-Artikeln. Fugal war anfangs ein Skeptiker, wurde jedoch mit der Zeit ebenfalls von der Existenz anomaler Phänomene auf dem Gelände überzeugt.

## Angebliche paranormale Aktivitäten
Die Shermans berichteten in ihrem Erlebnisbericht 1996 von einer Vielzahl an ungewöhnlichen Vorkommnissen auf der Ranch. Dazu gehörten u. a. am Himmel erscheinende UFOs und Leuchtkugeln („Orbs“) in verschiedenen Farben, Kornkreise, das Hören von Stimmen in einer unbekannten Sprache und das Verschwinden von sieben Kühen der Familie, von denen zwei später tot und verstümmelt aufgefunden wurden. Nach Angaben von Kelleher und Knapp sahen oder untersuchten sie knapp 100 Vorfälle, darunter verschwundene und verstümmelte Rinder, Sichtungen von unidentifizierten Flugobjekten und leuchtenden Kugeln, große Kryptide bzw. werwolfartige Wesen mit stechend roten Augen, die angeblich unversehrt blieben, wenn sie von Kugeln getroffen wurden, und unsichtbare Objekte, die zerstörerische Magnetfelder ausstrahlen. Einige an den Untersuchungen beteiligte Personen berichteten, dass paranormale Erlebnisse und UFOs sie nach Besuch der Ranch bis nach Hause verfolgten und „ansteckend“ gewirkt haben sollen. Der Besuch auf der Skinwalker Ranch soll auch bei einigen Personen gesundheitliche Probleme wie Übelkeit, Entzündungen oder Schwellungen hervorgerufen haben, die in einem Fall lebensbedrohlich gewesen sein soll.
Unter den beteiligten Forschern befand sich auch der pensionierte Oberst der US-Armee John B. Alexander, der die Bemühungen des NIDS als einen Versuch bezeichnete, mit einem „wissenschaftlichen Standardansatz harte Daten zu erhalten“, wobei die Forscher jedoch zugaben, dass sie „Schwierigkeiten hatten, Beweise zu erhalten, die mit einer wissenschaftlichen Veröffentlichung vereinbar sind“. Diese Abwesenheit von eindeutigen fotografischen und filmischen Beweisen sorgte dafür, dass Skeptiker die angeblichen paranormalen Vorkommnisse auf der Ranch anzweifelten. 1996 verlieh der Skeptiker James Randi Bigelow einen Pigasus Award für die Finanzierung des Kaufs der Ranch und für die Unterstützung der Untersuchungen von John E. Mack und Budd Hopkins. 2023 kritisierte der Ufologe Barry Greenwood das Fehlen eindeutiger dokumentarischer Beweise nach Jahrzehnten der Erforschung und charakterisierte die Berichte über die Skinwalker Ranch als „Verkauf von Glauben und Hoffnung“.

## Mediale Rezeption
Die Ranch tauchte 2013 in dem fiktiven Horrorfilm Skinwalker Ranch auf und im selben Jahr wurde sie von Joe Rogan in einer Episode der Fernsehserie Joe Rogan Questions Everything besucht. 2018 wurde die Dokumentation Hunt for the Skinwalker die Geschichte der angeblichen Phänomene auf der Ranch beleuchtet, einschließlich Aussagen von Einheimischen und Freunden der Shermans. 2020 tauchte sie auch in einer Episode von Ancient Aliens – Unerklärliche Phänomene auf.
2020 wurde die erste Folge der History-Channel-Dokumentarserie The Secret of Skinwalker Ranch (Deutsch: Das Geheimnis der Skinwalker Ranch) ausgestrahlt, in dem ein Team von Forschern, das Technologien wie Laser, Bodenradar und Drohnenthermografie einsetzt, um das Grundstück zu durchsuchen und zu versuchen, die Behauptungen über UFO-Sichtungen, Tierverstümmelungen und paranormale Ereignisse zu erklären. Die erste Staffel besteht aus acht Episoden, die zweite Staffel besteht aus acht Episoden und wurde im März 2021 ausgestrahlt. Eine dritte Staffel, die aus zehn Episoden besteht, wurde 2022 ausgestrahlt.